# Thale
Thale est une ville allemande située en Saxe-Anhalt, dans l'arrondissement de Harz. Située à la frange nord-est du Harz, c'est une station intégrée reconnue d'État depuis 2004.

## Histoire
| Appartenances historiques Principauté épiscopale d'Halberstadt 1231-1648 Royaume de Prusse (Principauté d'Halberstadt) 1648–1807 Royaume de Westphalie 1807–1813 Royaume de Prusse (Province de Saxe) 1815–1871 Empire allemand 1871–1918 République de Weimar 1918–1933 Reich allemand 1933–1945 Allemagne occupée 1945–1949 République démocratique allemande 1949–1990 Allemagne 1990–présent |

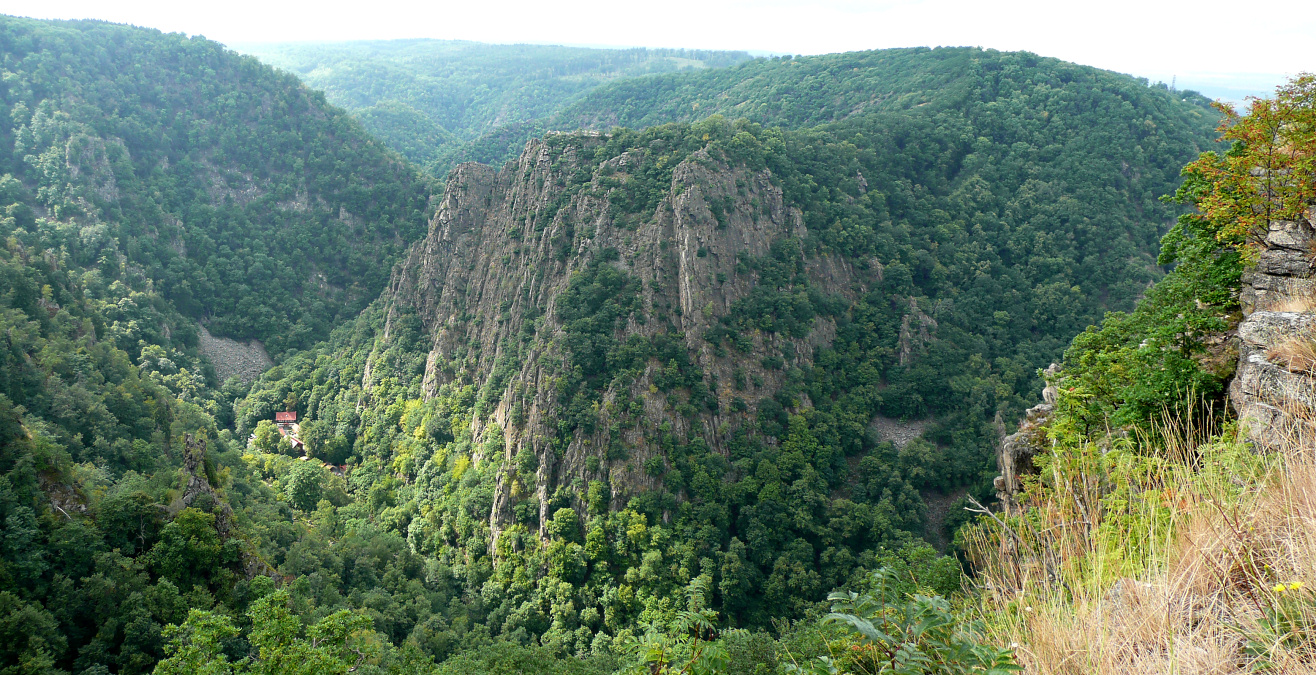
Vue sur la vallée de la Bode.

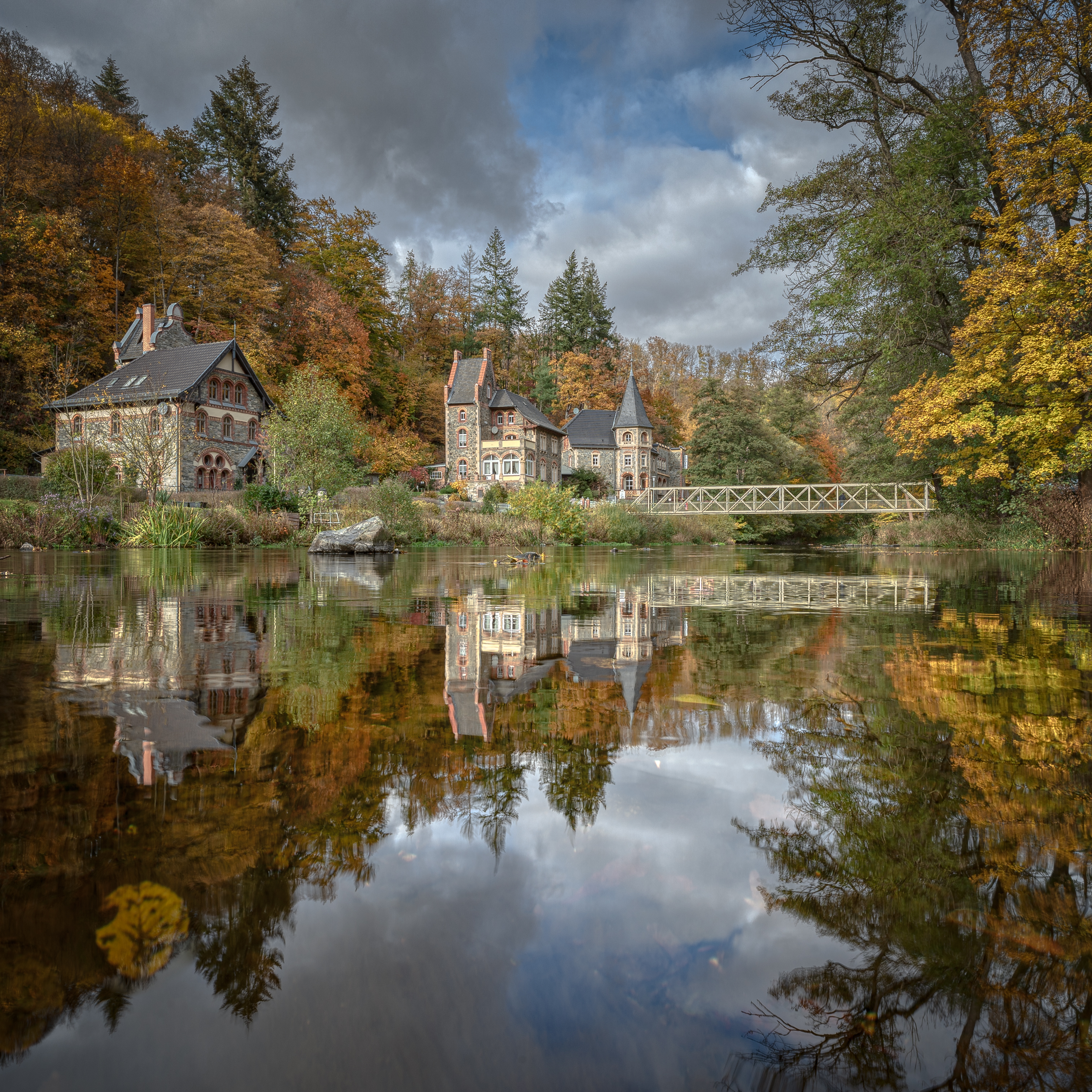
L'Hotel Bodeblick à Thale, en automne. Octobre 2021.

L'établissement de Thale commença à se former au Xe siècle dans le duché de Saxe ; il est mentionné pour la première fois dans un document de 936. L'abbaye de Wendhusen, l'une des plus anciennes maisons de chanoinesses séculières en Ostphalie, y a été fondée vers l'an 840. Plus tard, elle est sous le protectorat de l'abbaye de Quedlinbourg. Le nom du village est dû à la vallée (en allemand : Tal) de la Bode, située en amont. L'abbaye fut détruite pendant la guerre des Paysans allemands en 1525.
Au début des temps modernes, les domaines appartenaient aux princes-évêques de Halberstadt ; par l'effet des traités de Westphalie en 1648, ils vont donc les céder au Brandebourg-Prusse. On retrouve une usine sidérurgique à Thale dans des documents datant de l'an 1445 ; des entreprises de l'industrie métallurgique existent jusqu'à ce jour. Lors de la Première Guerre mondiale, le Stahlhelm M 1916 y a été produit. En 1997, la société EHW Thale (techniques de métal fritté et techniques d’émail) fut achetée par le Schunk Group.
À partir de 1816, la région faisait partie de la province de Saxe. La vocation touristique de Thale remonte au XIXe siècle, inspirée par des hommes de lettres comme Heinrich Heine (Die Harzreise) et Theodor Fontane (Cécile). Le lieu a reçu les droits municipaux en 1922.
Le 7 mai 2017, le pont Titan RT dans la vallée de la Bode, l'une des plus longues passerelles suspendues dans le monde (483 m) menant de Thale à Oberharz am Brocken, a été inaugurée.

## Personnalités
- Marie Nathusius (1817-1857), compositeur mort à Neinstedt ;
- Bernhard Rensch (1900–1990), biologiste ;
- Albrecht Becker (1906–2002), décorateur de cinéma ;
- Volker Herold (né 1959), acteur et réalisateur.

## Jumelages
- Seesen (Allemagne) depuis 1990 ;
- Juvisy-sur-Orge (France) depuis 1998 ;
- Tillabéri (ville) (Niger) depuis 1998.